# Ganoproctus longicornis
Ganoproctus longicornis là một loài ruồi trong họ Tachinidae.